# Pałac Flawiuszy
Pałac Flawiuszy (łac. Domus Flavia) – pałac zbudowany na jednym z siedmiu wzgórz rzymskich – Palatynie, przez cesarza Domicjana. Został zaprojektowany przez Rabiriusa, nadwornego architekta cesarza. Dla potrzeb budowy wzgórze palatyńskie zostało zniwelowane. Pałac posiadał dwa skrzydła, jedno reprezentacyjne, drugie prywatne. Z części reprezentacyjnej zachowały się fragmenty trzech sal:
- Basilica Jovis – sala sądowa
- Aula Regia – sala tronowa składająca się z 12 nisz z posągami i apsydy z tronem
- Lararium – sanktuarium bóstw domowych (larów)